# Rester vivant : Méthode (film)
Pour plus de détails, voir Fiche technique et Distribution.
Rester vivant : Méthode (To Stay Alive: A Method) est un documentaire néerlandais réalisé par Erik Lieshout, Arno Hagers et Reinier van Brummelen sorti en 2016. Il est une adaptation au cinéma de l'essai Rester vivant de Michel Houellebecq. Le film présente Houellebecq et Iggy Pop, qui lit des parties de l'essai.
Le film a été présenté au Festival international du film documentaire d'Amsterdam le 19 novembre 2016.

## Fiche technique
- Titre : Rester vivant : Méthode
- Titre original : To Stay Alive: A Method
- Réalisation : Arno Hagers, Erik Lieshout et Reinier van Brummelen
- Scénario : Erik Lieshout d'après l'essai Rester vivant de Michel Houellebecq
- Musique : Iggy Pop
- Photographie : Reinier van Brummelen
- Montage : Arno Hagers et Reinier van Brummelen
- Production : Koert Davidse et Marc Thelosen
- Société de production : AT-Production et seriousFilm
- Société de distribution : Damned Distribution (France)
- Pays :  Pays-Bas
- Genre : Documentaire
- Durée : 70 minutes
- Dates de sortie : 
  - Pays-Bas : 30 septembre 2016
  - France : 9 mai 2018